# Prata (Minas Gerais)
Prata est une ville brésilienne de l'ouest de l'État du Minas Gerais. Elle se situe par une latitude de 19° 18' 25 sud et par une longitude de 48° 18' 25 ouest, à une altitude de 631 mètres. Sa population était estimée à 27.469 habitants en 2015. La municipalité s'étend sur 4.856,626 km². Elle fait partie du Triangle Mineiro.

## Maires
| Période | Période | Identité           | Étiquette | Qualité |
| ------- | ------- | ------------------ | --------- | ------- |
| 2013    | 2016    | Anuar Arantes Amui | PDT       |         |